# Phraortès
Phraortès (ca 665-653 av. J.-C.), fils de Déjocès, fut le second roi des Mèdes et le fondateur du gouvernement mède.
Comme son père, Phraortès s'est lancé dans des guerres contre l'Assyrie, mais a été battu et tué par Assurbanipal, le roi d'Assyrie.